# Vot plural

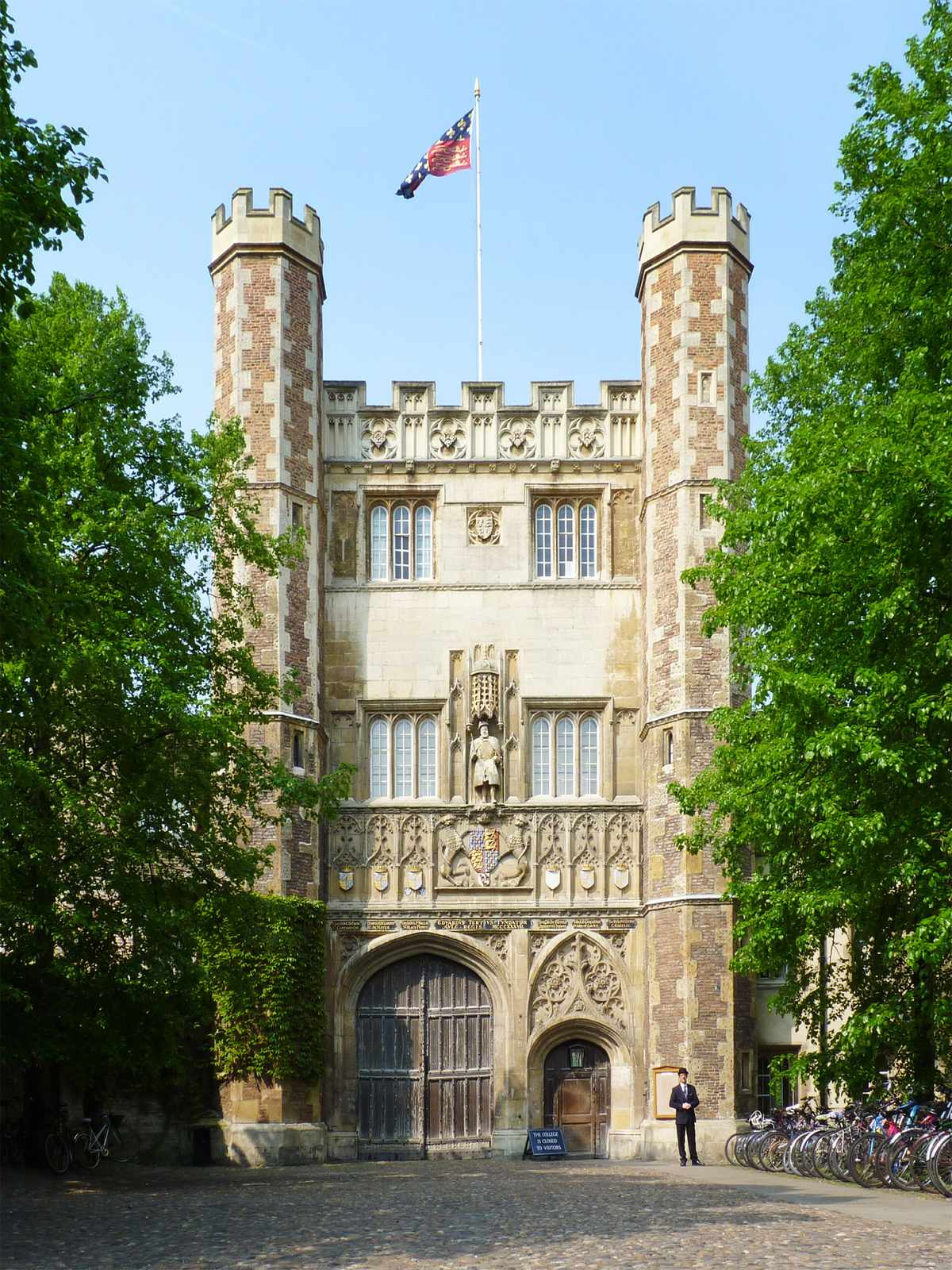
În Regatul Unit, personalul universităților avea dreptul să voteze atât în circumscripțiile din care proveneau, cât și în circumscripțiile electorale universitare. Cambridge aparținea unei asemenea circumscripții.

Votul plural face referire, în sistemul de drept al unor state, posibilitatea unei persoane de a vota mai mult de o dată într-o alegere.
Votul plural este un fenomen destul de rar. Adesea este privit în mod nefavorabil, fiind considerat în contrast cu principiul egalității dreptului de vot.